# ماریو رودریگز (بازیکن فوتبال)
ماریو رودریگوئز (اسپانیایی: Mario Rodríguez‎؛ ۲۰ اکتبر ۱۹۳۷ – ۱۰ مهٔ ۲۰۱۵) بازیکن فوتبال اهل آرژانتین بود.

## باشگاهی
از باشگاه‌هایی که در آن بازی کرده‌است می‌توان به باشگاه فوتبال کولو-کولو، باشگاه اتلتیکو ایندپندینته و باشگاه فوتبال ولز سارسفیلد اشاره کرد.

## تیم ملی
وی همچنین در تیم ملی فوتبال آرژانتین بازی کرده‌است.